# William Bakewell
Pour les articles homonymes, voir Bakewell.
William Bakewell est un acteur américain, né le 2 mai 1908 à Los Angeles (Californie), États-Unis, où il est décédé le 15 avril 1993.

## Filmographie partielle
- 1925 : A Regular Fellow
- 1925 : The Last Edition d'Emory Johnson : 'Ink' Donovan
- 1926 : The Gilded Butterfly : Bit Part
- 1926 : Maître Nicole et son fiancé (The Waning Sex) de Robert Z. Leonard : Bit Part
- 1926 : Whispering Wires
- 1926 : Vaincre ou mourir (Old Ironsides) de James Cruze : Extra
- 1926 : Bertha, the Sewing Machine Girl
- 1927 : The Heart of a Thief
- 1927 : The Heart Thief : Victor
- 1927 : Mother : Jerry Ellis
- 1927 : La Flamme d'amour (The Magic Flame) d'Henry King
- 1927 : The Shield of Honor : Jerry MacDowell
- 1927 : L'Irrésistible (West Point) : Cadet 'Tex' McNeil
- 1928 : Chiffonnette (The Latest from Paris) de Sam Wood : Bud Dolan
- 1928 : The Devil's Trademark : Tom Benton
- 1928 : Harold Teen de  Mervyn LeRoy : Percival
- 1928 : L'Éternel Problème (The Battle of the Sexes) de D. W. Griffith : Billy Judson
- 1928 : Annapolis : Skippy
- 1929 : Le Lys du faubourg (Lady of the Pavements) de D. W. Griffith : A Pianist
- 1929 : Le Masque de fer (The Iron Mask) : Louis XIV and Twin Brother
- 1929 : Hot Stuff : Mack Moran
- 1929 : La Revue en folie (On with the Show!), d'Alan Crosland : Jimmy
- 1929 : Gold Diggers of Broadway : Wally
- 1929 : The Show of Shows : Bicycle for Two number
- 1930 : Lummox d'Herbert Brenon : Paul Charvet
- 1930 : Playing Around de Mervyn LeRoy : Jack
- 1930 : Only the Brave : un jeune lieutenant
- 1930 : À l'Ouest, rien de nouveau (All Quiet on the Western Front) : Albert Kropp
- 1930 : The Bat Whispers : Brook
- 1930 : Il faut payer (Paid) de Sam Wood : B.M. Carney (lawyer)
- 1931 : Reducing de Charles Reisner : Tommy Haverly
- 1931 : The Great Meadow de Charles Brabin : Bit Part
- 1931 : La Pente (Dance, Fools, Dance) de Harry Beaumont : Rodney 'Roddy' Jordan
- 1931 : Daybreak (en) de Jacques Feyder : Otto
- 1931 : A Woman of Experience (en) de Harry Joe Brown : Count Karl Runyi
- 1931 : Élection orageuse (Politics) de Charles Reisner : Benny Emerson
- 1931 : Guilty Hands de W. S. Van Dyke : Tommy Osgood
- 1931 : The Spirit of Notre Dame de Russell Mack : Jim Stewart
- 1932 : Cheaters at Play d'Hamilton MacFadden : Maurice Perry
- 1932 : Dans la ville endormie (While Paris Sleeps) d'Allan Dwan : Paul Renoir
- 1932 : Histoire d'un amour (Back Street) de John M. Stahl : Richard Saxel
- 1933 : Lucky Devils (en) de Ralph Ince : Slugger Jones
- 1933 : La Lune à trois coins (Three-Cornered Moon) d'Elliott Nugent : Douglas Rimplegar
- 1933 : A Man of Sentiment de Richard Thorpe : John Russell
- 1933 : Straightaway (en) d'Otto Brower
- 1934 : You Can't Buy Everything de Charles Reisner : Donny 'Don' Bell as a man
- 1934 : Speed Wings (en) d'Otto Brower : Jerry
- 1934 : The Quitter de Richard Thorpe : Russell Tilford
- 1934 : Green Eyes de Richard Thorpe : Cliff Miller
- 1934 : Straight Is the Way de Paul Sloane : Dr Wilkes
- 1934 : The Party's Over de Walter Lang : Clay
- 1934 : The Curtain Falls (en) de Charles Lamont : Barry Graham
- 1934 : Crimson Romance de David Howard : Adolph
- 1934 : Sons of Steel (en) de Charles Lamont : Roland Chadburne
- 1935 : Laddie de George Stevens : Robert Pryor
- 1935 : On Probation de Charles Hutchison : Bill Coleman
- 1935 : Strangers All de Charles Vidor : Dick Carter
- 1935 : Manhattan Butterfly de Lewis D. Collins : Stevens aka Stephen Collier
- 1935 : Together We Live de Willard Mack : Billy
- 1935 : Happiness C.O.D. de Charles Lamont : Ken Sherridan
- 1936 : Lady Luck (en) : Dave Holmes
- 1936 : Les Écumeurs de la mer (Sea Spoilers) : Lieut. Commander Mays
- 1937 : Pour un baiser (Quality Street) de George Stevens : lieutenant Spicer
- 1937 : Mile a Minute Love : Bob
- 1937 : Dangerous Holiday : Tom Wilson
- 1937 : Trapped by G-Men : Dick Withers
- 1937 : Jungle Menace de Harry L. Fraser : Tom Banning
- 1937 : Exiled to Shanghai : Andrew
- 1938 : The Higgins Family : Eddie Evans
- 1938 : Le Duc de West Point (The Duke of West Point) d'Alfred E. Green : Committee Captain
- 1939 : King of the Turf (en) d'Alfred E. Green : Intern
- 1939 : Deux Bons Copains (Zenobia) de Gordon Douglas : Townsman at Zeke's Recitation
- 1939 : Hotel Imperial (en) de Robert Florey : Cadet
- 1939 : Those High Grey Walls : Kibitzer
- 1939 : Autant en emporte le vent (Gone with the Wind) : Mounted officer
- 1940 : The Saint Takes Over de Jack Hively : Shipboard card player
- 1940 : Au-delà de demain (Beyond Tomorrow) d'A. Edward Sutherland : David Chadwick
- 1940 : La Maison des sept péchés (Seven Sinners) : Ens. Judson
- 1941 : Cheers for Miss Bishop de Tay Garnett : Jim Forbes
- 1942 : Dr. Kildare's Victory (en) de W. S. Van Dyke : M.. Hubbell
- 1942 : The Dawn Express (en) d'Albert Herman: Tom Fielding
- 1942 : I Live on Danger (en) de Sam White : Mac
- 1942 : The Postman Didn't Ring : Robert Harwood Jr.
- 1942 : The Loves of Edgar Allan Poe : Hugh Pleasant
- 1942 : King of the Mounties (en) de William Witney : Hal Ross
- 1943 : Submarine Alert (en) de Frank McDonald : Agent Pomeroy, Fleming's Aide
- 1943 : Yanks Ahoy! : Ens. Crosby
- 1946 : Hop Harrigan de Derwin Abrahams : Hop Harrigan
- 1947 : Les Magiciens du swing (The Fabulous Dorseys) d'Alfred E. Green : Eddie
- 1947 : Ma femme est un grand homme (The Farmer's Daughter) : Windor, le maître de rhétorique
- 1947 : The Trespasser : Bruce Coleman, the Literary Editor
- 1947 : Deux sœurs vivaient en paix (The Bachelor and the Bobby-Soxer) d'Irving Reis : Winters
- 1947 : Messenger of Peace : Pastor Willie von Adel
- 1947 : King of the Bandits : Captain Frank Mason
- 1948 : So This Is New York : Hotel Clerk
- 1948 : Arthur Takes Over : Lawrence White
- 1948 : Romance à Rio (Romance on the High Seas) de Michael Curtiz : Dudley (travel agent)
- 1948 : Night Wind : Captain Kingston
- 1948 : Miraculous Journey (en) de Sam Newfield
- 1948 : L'Extravagante Mlle Dee (You Gotta Stay Happy) de H. C. Potter : Dick Hebert
- 1950 : La Capture (The Capture) : Herb Tolin, Bolsa Grande Oil
- 1951 : Oh! Susanna (it) de Joseph Kane : Lieutenant
- 1951 : Wells Fargo Gunmaster (it) de Philip Ford : Charlie Lannon
- 1951 : La Hache de la vengeance (When the Redskins Rode) de Lew Landers : Appleby
- 1951 : Feu sur le gang (Come Fill the Cup) : Hal Ortman
- 1952 : Radar Men from the Moon (en): Ted Richards (Cody's lab assistant)
- 1952 : Cette sacrée famille (Room for One More) de Norman Taurog : Milkman
- 1953 : So This Is Love de Lew Landers : Charles, Waiter
- 1954 : Mademoiselle Porte-bonheur (Lucky Me) de Jack Donohue : Motorist
- 1955 : Davy Crockett, roi des trappeurs (Davy Crockett, King of the Wild Frontier) : maj. Tobias Norton
- 1956 : Davy Crockett et les Pirates de la rivière (Davy Crockett and the River Pirates)
- 1958 : Hell's Five Hours
- 1958 : Johnny Rocco (en) de Paul Landres : Joe, Police Scientist
- 1959 : Simon le pêcheur (The Big Fisherman)
- 1972 : Call Her Mom (TV) : Jeremy's Father
- 1973 : Set This Town on Fire (TV) : Desk Clerk
- 1975 : L'Homme le plus fort du monde (The Strongest Man in the World) de Vincent McEveety : Professor